# Hansenfjella
Die Hansenfjella ist eine große Gruppe von Nunatakkern im ostantarktischen Kempland. Sie liegt 88 km südlich der Stefansson Bay und erstreckt sich über 40 km in nordwest-südöstlicher Ausrichtung.
Norwegische Kartografen, die auch die Benennung vornahmen, kartierten die Gebirgsgruppe anhand von Luftaufnahmen, die bei der Lars-Christensen-Expedition 1936/37 entstanden. Namensgeber ist der norwegische Kartograf Hans E. Hansen, der an dieser Kartierung beteiligt war.